# 鶴岡市立大泉小学校
鶴岡市立大泉小学校（つるおかしりつ おおいずみしょうがっこう）は、山形県鶴岡市大字白山にある公立小学校である。

## 歴史
- 1947年（昭和22年）8月15日 - 昭和天皇が行幸（昭和天皇の戦後巡幸）[3]。

## 学区
- 白山、矢馳、山田、大淀川、寺田、井岡甲・乙144番地・丙（153番地を除く。）
- 字和田305番地2・318番地3・386番地・390番地1
- 字塔の腰138番地3
- 字沢田（朝四小通学区域を除く。）
- 字奈良岡、岡山、森片、上清水、中清水、下清水、清水新田[4]

## 出身の著名人
- 長谷川勇也（福岡ソフトバンクホークス・外野手）
- 皆川治（鶴岡市長）

## アクセス
- 庄内交通「鶴岡温海線」で、「大泉小前」停留所下車[5][6]。
- JR東日本羽越本線鶴岡駅より、
  - 東口から、上述の庄内交通バスに乗車し31分、「大泉小前」停留所下車。
  - 車で約5.4㎞・約11分。

## 周辺
- 社会福祉法人大泉保育会大泉保育園 - 敷地が隣接、かつ進学前保育園のひとつ。
- 鶴岡市学校給食センター - 敷地が隣接。
- 山形県道338号湯田川大山線
- 鶴岡市農村センター - 県道338号線をはさんで、敷地が隣接。
- 鶴岡市農業協同組合（JA鶴岡市）大泉カントリーエレベーター
- 国道7号線鶴岡バイパス
- 湯尻川